# Fays, Vosges
Fays är en kommun i departementet Vosges i regionen Grand Est (tidigare regionen Lorraine) i nordöstra Frankrike. Kommunen ligger i kantonen Bruyères som tillhör arrondissementet Épinal. År 2022 hade Fays 219 invånare.

## Befolkningsutveckling
Antalet invånare i kommunen Fays
| Referens: INSEE |